# Fénystaféta

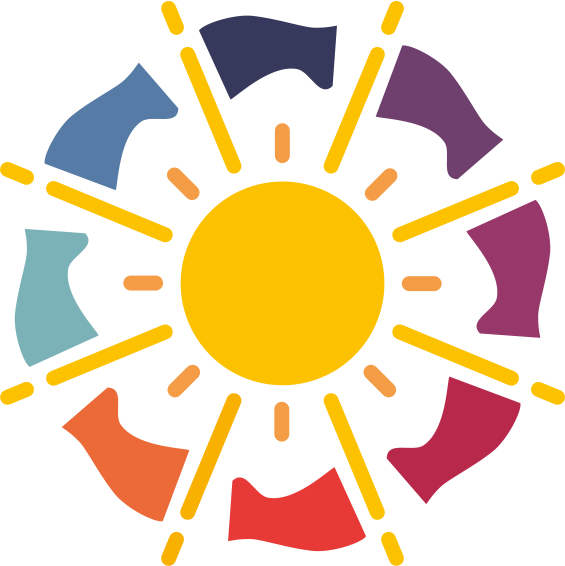
A fény nemzetközi évének logója

A fénystaféta egy országos program, melynek során több száz résztvevő továbbította a Szegedről kiinduló fényjelet, ami a két óra alatt körbejárta Magyarországot.
A rendezvényt 2015. május 21-én tartották a fény nemzetközi éve alkalmából a Fény Nemzetközi Éve programbizottság szervezésében.
Az eseményhez kapcsolódóan több helyszínen további rendezvényeket tartottak, Szegeden és Debrecenben például több ezer ember mobiltelefonja vagy tabletje segítségével 1000 négyzetméteres, színes fényábrát készítettek, amely a fény éve logóját ábrázolta. Szombathelyen a Nyugat-magyarországi Egyetem Természettudományi Kara „A Kozmikus Fény éjszakája” címmel távcsöves bemutatást szervezett.

## Útvonal

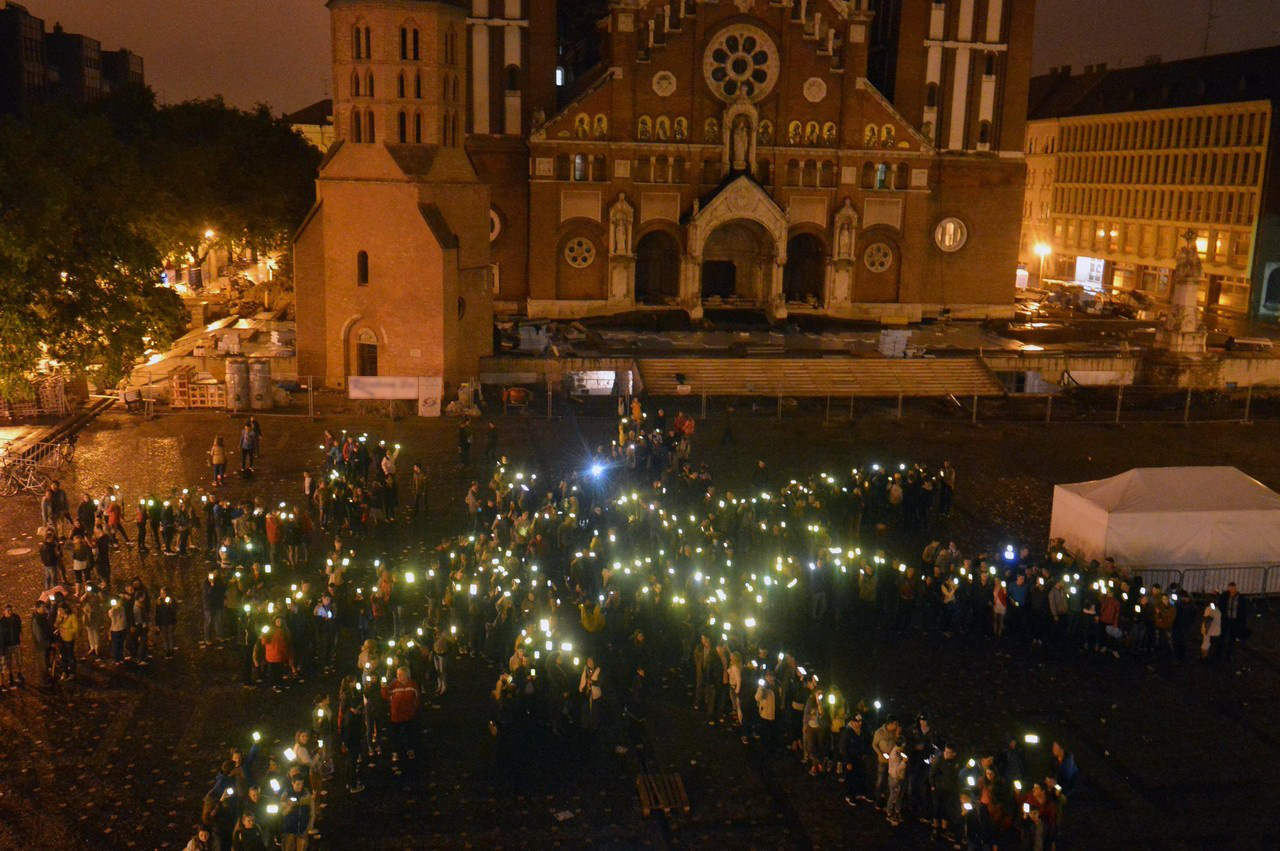
Fényábra a szegedi Dóm téren

A fénystaféta kiindulópontja a szegedi ELI lézerközpont volt, a kb. 1500 km-es útvonal tervezett fő állomásai a következők:
1. Szeged, ELI
2. Berettyóújfalu
3. Nyíregyháza
4. Eger
5. Gyöngyös
6. Hatvan
7. Dunakeszi
8. Érd
9. Várpalota
10. Pápa
11. Csorna
12. Szombathely
13. Keszthely
14. Kaposvár
15. Pécs
16. Mélykút

A fényjel továbbítása különböző eszközökkel történt, a legtöbb helyen reflektort használtak, de volt, ahol lézerfénnyel, vagy jelzőrakétákkal adták tovább a stafétát. A fő állomások közötti jeltovábbítást közbenső pontok beiktatásával oldották meg, Szegedről például Székkutas, Orosháza, Csorvás, Békéscsaba, Békés, Vésztő, Komádi útvonalon keresztül jutott el a fény Berettyóújfaluba.